# Zračni hokej
Zračni hokej je stolna igra za dva natjecatelja u kojem je glavni cilj dobivanje bodova ubacivanjem paka u protivnički gol koristeći ručnu mlatilicu. Za igranje je potreban posebni stol koji je izbušen sa sitnim rupama na podnožnju stola kroz koje šišti zrak na kojem pak lebdi.

## Vanjske poveznice
- Air Hockey World  Arhivirana inačica izvorne stranice od 3. siječnja 2006. (Wayback Machine) Svijet zračnog hokeja
- Air Hockey Forums  Arhivirana inačica izvorne stranice od 7. ožujka 2016. (Wayback Machine)
- USAA United States Air Hockey Association
- AirHockeyCatalunya  Arhivirana inačica izvorne stranice od 18. listopada 2015. (Wayback Machine)
- Russian Table Hockey Association
- Boston Air Hockey  Arhivirana inačica izvorne stranice od 1. kolovoza 2018. (Wayback Machine)
- Stuff  Arhivirana inačica izvorne stranice od 1. studenoga 2006. (Wayback Machine)
- Texas Air Hockey  Arhivirana inačica izvorne stranice od 8. kolovoza 2006. (Wayback Machine)
- Georgia Air Hockey Association
- Florida Air Hockey Association